# Skeleton ai II Giochi olimpici invernali
Ai II Giochi olimpici invernali di Sankt Moritz (Svizzera), venne  assegnato un solo titolo olimpico nello skeleton, quello del singolo maschile. Le gare si disputarono sulla pista naturale del Cresta Run, lunga 1.210 m e con un dislivello di 157 m.
La gara si svolse in tre manche e la classifica venne stilata sommando i tempi di ciascuna. Alla gara parteciparono dieci atleti, ma il francese Dormeuil e lo svizzero Von Eschen non riuscirono a portare a termine tutte e tre le discese.

## Risultati
| Pos. | Atleti               | Nazione       | 1ª manche | 2ª manche | 3ª manche | Totale |
| ---- | -------------------- | ------------- | --------- | --------- | --------- | ------ |
|      | Jennison Heaton      | Stati Uniti   | 1'00"2    | 1'00"2    | 1'01"4    | 3'01"8 |
|      | John Heaton          | Stati Uniti   | 1'01"4    | 1'00"4    | 1'01"0    | 3'02"8 |
|      | David Carnegie       | Gran Bretagna | 1'02"7    | 1'01"0    | 1'01"4    | 3'05"1 |
| 4    | Agostino Lanfranchi  | Italia        | 1'02"1    | 1'02"4    | 1'04"2    | 3'08"7 |
| 5    | Alexander Berner     | Svizzera      | 1'03"4    | 1'03"4    | 1'02"0    | 3'08"8 |
| 6    | Franz Unterlechner   | Austria       | 1'05"9    | 1'03"4    | 1'04"2    | 3'13"5 |
| 7    | Alessandro Del Torso | Italia        | 1'05"6    | 1'04"7    | 1'04"6    | 3'14"9 |
| 8    | Louis Hasenknopf     | Austria       | 1'15"4    | 1'10"9    | 1'10"4    | 3'36"7 |
| -    | Willy von Eschen     | Svizzera      | 1'04"8    | DNF       | -         | DNF    |
| -    | Pierre Dormeuil      | Francia       | DNF       | -         | -         | DNF    |

## Medagliere
| Pos.   | Paese         | Oro | Argento | Bronzo | Totale |
| ------ | ------------- | --- | ------- | ------ | ------ |
| 1      | Stati Uniti   | 1   | 1       | 0      | 2      |
| 2      | Gran Bretagna | 0   | 0       | 1      | 1      |
| Totale | Totale        | 1   | 1       | 1      | 3      |